# Condado de Pickett
El condado de Pickett (en inglés: Pickett County, Tennessee), fundado en 1879, es uno de los 95 condados del estado estadounidense de Tennessee. En el año 2000 tenía una población de 4.945 habitantes con una densidad poblacional de 12 personas por km². La sede del condado es Byrdstown.
La ciudad de Byrdstown está situada entre dos lagos artificiales: Dale Hollow y el lago Cumberland. La zona es conocida como "Twin Lakes" y Byrdstown se observa como "La puerta al lago Dale Hollow". 

## Geografía
Según la Oficina del Censo, el condado tiene un área total de 453 km² (174,9 mi²), de la cual 422 km² (162,9 mi²) es tierra y 31 km² (12,0 mi²) es agua.

### Condados adyacentes
- Condado de Wayne noreste
- Condado de Scott este
- Condado de Fentress sureste
- Condado de Overton suroeste
- Condado de Clay oeste
- Condado de Clinton norte

## Demografía
En el 2000 la renta per cápita promedia del condado era de $24,673, y el ingreso promedio para una familia era de $31,355. El ingreso per cápita para el condado era de $14,681. En 2000 los hombres tenían un ingreso per cápita de $22,367 contra $17,173 para las mujeres. Alrededor del 15.60% de la población estaba bajo el umbral de pobreza nacional.

## Lugares

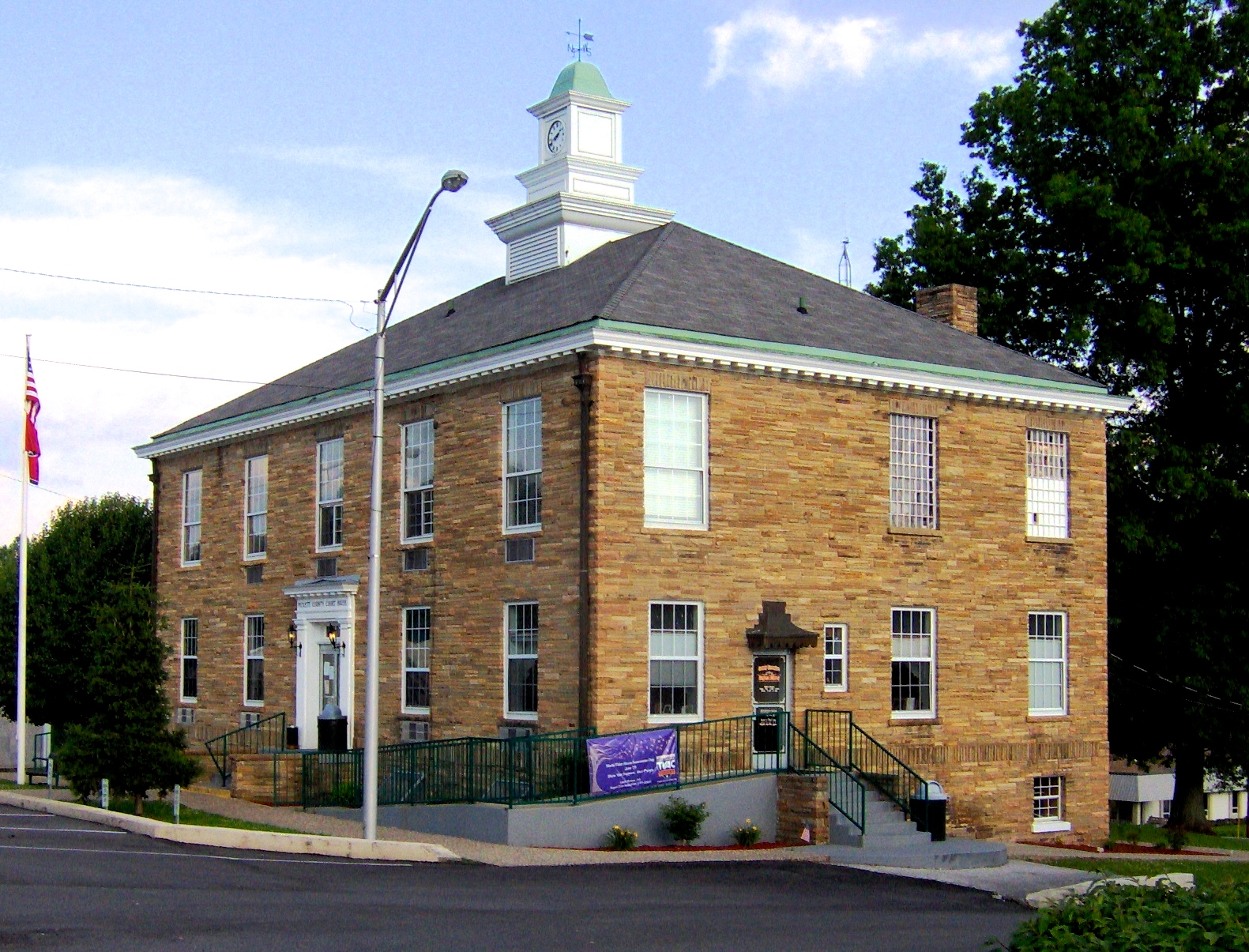
Pickett en la Corte del Condado de Byrdstown

### Pueblos
- Byrdstown

### Comunidades no incorporadas
- Love Lady
- Midway
- Moodyville